# Ferdinand von Hiddessen

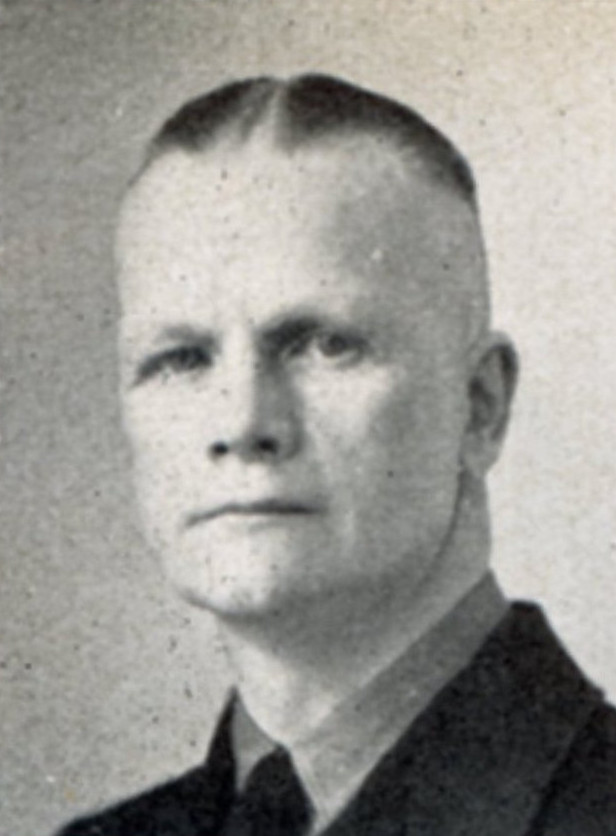
Ferdinand von Hiddessen, um 1933

Ankunft der Postflugmaschine „Gelber Hund“ mit Ferdinand von Hiddessen am Luftpostamt Darmstadt, 10. Juni 1912

Ferdinand von Hiddessen (* 17. Dezember 1887 in Minden; † 24. Januar 1971 in Neustadt) war ein deutscher Flugpionier und Politiker (NSDAP). 

## Leben
Er entstammte dem Warburger Patriziergeschlecht von Hiddessen. Nach dem Abitur an der Klosterschule Ilfeld im Jahr 1907 trat Hiddessen als Fahnenjunker in das Leib-Dragoner-Regiment (2. Großherzoglich Hessisches) Nr. 24 in Darmstadt ein, wo er 1908 zum Leutnant befördert wurde.
1910 wurde er Flugschüler bei August Euler und erhielt das Piloten-Zeugnis Nr. 47 des Deutschen Luftfahrer-Verbandes. Er nahm an Manövern und Flugwettbewerben teil, gewann mehrere Preise, führte im Juni 1912 den ersten Flug bei der Flugpost am Rhein und am Main sowie im gleichen Jahr den ersten Flug zur Sammlung von Wetterdaten durch, für den an sein Flugzeug ein Meteorograph montiert wurde.
Ab 1914 nahm er am Ersten Weltkrieg teil. Am 30. August 1914, wenige Wochen nach Kriegsbeginn, unternahm Hiddessen als erster deutscher Pilot während des Krieges einen Feindflug nach Paris, der vor allem Propagandazwecken diente; er und sein Beobachter warfen Flugblätter, in denen die Pariser Bevölkerung zur Kapitulation aufgefordert wurde, und einige leichte Bomben (2 kg) auf den Quai de Valmy ab. Es gibt unterschiedliche Informationen über Anzahl der Bomben, Treffer und Schäden, die dabei angerichtet wurden. Eine Pariser Zeitungsmeldung vom 1. September 1914 spricht von nur unwesentlichen Schäden, ein späterer Bericht von einem namentlich genannten verletzten jungen Mädchen andere von ein, zwei oder mehr Toten. Ob es sich bei Hiddessens Paris-Flug tatsächlich um die erste fliegerische Aktion gegen ein von Zivilpersonen bewohntes Ziel handelte, ist umstritten, da am Vortag der deutsche Pilot Hermann Dreßler Bomben auf Paris abgeworfen haben soll und der italienische Leutnant Giulio Gavotti bereits 1911 im Italienisch-Türkischen Krieg die Tagiura-Oase mit Bomben angriff.
Als Hiddessen 1915 über Verdun abgeschossen wurde, geriet er schwer verwundet in französische Kriegsgefangenschaft. Nach seiner Rückkehr aus der Kriegsgefangenschaft nahm Hiddessen seinen Abschied im Rang eines Rittmeisters, um sich als Landwirt niederzulassen.
Zum 1. Oktober 1929 trat Hiddessen der NSDAP bei (Mitgliedsnummer 162.177). Seit 1929 saß er für diese im Kreistag von Schweidnitz. 1932 wurde er auch Mitglied des Kreisausschusses. 1933 übernahm er den Vorsitz des parteiinternen Untersuchungs- und Schlichtungsausschusses (Gau-USchla) Schlesien (Oberstes Parteigericht der NSDAP). Im April 1933 erhielt Hiddessen im Nachrückverfahren für den ausgeschiedenen Abgeordneten Helmuth Brückner ein Mandat für den Reichstag, in dem er bis zum November desselben Jahres den Wahlkreis 7 (Schlesien) vertrat. Nachdem er beim Röhm-Putsch für kurze Zeit selbst festgesetzt worden war, rückte er im Juli 1934 als Ersatzmann für den im Rahmen des Röhm-Putsches erschossenen SA-Oberführer Edmund Heines in den nationalsozialistischen Reichstag nach, in dem er nun bis zum März 1936 den Wahlkreis 8 (Liegnitz) vertrat; 1936 und 1938 wurde er erfolglos zur Reichstagswahl vorgeschlagen.
Am 24. Februar 1933 wurde Hiddessen zum Polizeipräsidenten in Waldenburg/Niederschlesien ernannt, womit seine Aufgabe im Gau-USchla endete. Ebenfalls 1933 trat er der Sturmabteilung (SA) bei, in der er die Führung der Standarte 46, später der Standarte 37 innehatte.
Kurz nach Gründung des Nationalsozialistischen Fliegerkorps NSFK im Jahr 1937 trat er dieser Organisation bei, womit gleichzeitig seine SA-Mitgliedschaft endete. Er führte zunächst die NSFK-Standarte Waldenburg, ab Mai 1939 die NSFK-Gruppe Südwest in Karlsruhe bzw. Straßburg. Anfang 1940 wurde er als Hauptmann zur Luftwaffe eingezogen. Seinem Antrag auf Entlassung aus dem Amt des Waldenburger Polizeipräsidenten wurde mit Wirkung vom 4. September 1940 stattgegeben, nachdem er bereits mehr als ein Jahr zuvor Waldenburg verlassen hatte. Am 30. Januar 1943 wurde Hiddessen das Goldene Parteiabzeichen der NSDAP verliehen, und zwar für seine Verdienste beim Aufbau des NSFK Elsass (Verleihungsbegründung).
Nach Ende des Krieges, dreieinhalbjähriger Internierung und Abschluss des Entnazifizierungsverfahrens führte Hiddessen einen landwirtschaftlichen Betrieb im Schwarzwald. Für seine fliegerischen Leistungen erhielt er nach dem Zweiten Weltkrieg in- und ausländische Ehrungen.